# Parvodontia luteocystidia
Parvodontia luteocystidia är en svampart som beskrevs av Hjortstam & Ryvarden 2004. Parvodontia luteocystidia ingår i släktet Parvodontia och familjen Cystostereaceae.   Inga underarter finns listade i Catalogue of Life.